# Selecció de futbol d'Uganda
La Selecció de futbol d'Uganda és l'equip representatiu del país a les competicions oficials. Està dirigida per la Federació d'Associacions de Futbol d'Uganda, pertanyent a la CAF.

## Palmarès
- Copa CECAFA: 
  - 11 cops campió (1973, 1976, 1977, 1989, 1990, 1992, 1996, 2000, 2003, 2008, 2009)
  - 4 cops finalista

## Participacions en la Copa del Món
- Des de 1930 a 1974 - No participà
- 1978 - No es classificà
- 1982 - Abandonà
- 1986 - No es classificà
- 1990 - No es classificà
- 1994 - Abandonà
- Des de 1998 a 2018 - No es classificà

## Participacions en la Copa d'Àfrica
| - 1957 - No participà - 1959 - No participà - 1962 - Quarta posició - 1963 - Abandonà - 1965 - No es classificà - 1968 - Primera ronda - 1970 - No es classificà - 1972 - No es classificà - 1974 - Primera ronda - 1976 - Primera ronda - 1978 - Finalista - 1980 - Abandonà - 1982 - Abandonà - 1984 - No es classificà - 1986 - No es classificà |  | - 1988 - No es classificà - 1990 - Abandonà - 1992 - No es classificà - 1994 - No es classificà - 1996 - No es classificà - 1998 - No es classificà - 2000 - No es classificà - 2002 - No es classificà - 2004 - No es classificà - 2006 - No es classificà - 2008 - No es classificà - 2010 - No es classificà - 2012 - No es classificà - 2013 - No es classificà - 2015 - No es classificà - 2017 - Primera ronda |

## Entrenadors
- Alan Rogers (1965–1966)
- Robert Kiberu (19??–1969)
- Burkhard Pape (1969–1972)
- David Otti (1973–1974)
- Otto Westerhoff (1974–1975)
- Peter Okee (1976–1981)
- Bidandi Ssali (1982)
- Peter Okee (1983)
- George Mukasa (1984–1985)
- Barnabas Mwesiga (1986–1988)
- Robert Kiberu (1988–1989)
- Polly Ouma (1989–1995)
- Timothy Ayieko (1995–1996)
- Asuman Lubowa (1996–1999)
- Paul Hasule (1999)
- Harrison Okagbue (1999–2001)
- Paul Hasule (2001–2003)
- Pedro Pasculli (2003)
- Leo Adraa (2003–2004)
- Mike Mutebi (2004)
- Mohammed Abbas (2004–2006)
- Csaba László (2006–2008)
- Bobby Williamson (2008–2013)
- Milutin Sredojević (2013–2017)
- Moses Basena (Interí, 2017)
- Sébastien Desabre (2017–2019)
- Johnny McKinstry (2019–present)

## Estadístiques
- Primer partit

| Kenya | 1 - 1 | Uganda |
| ----- | ----- | ------ |
|       |       |        |

 Nairobi, Kenya
- Major victòria

| Uganda | 10 - 1 | Djibouti |
| ------ | ------ | -------- |
|        |        |          |

 Kigali, Ruanda
- Major derrota

| Egipte | 6 - 0 | Uganda |
| ------ | ----- | ------ |
|        |       |        |

 Alexandria, Egipte
- Major derrota

| Tunísia | 6 - 0 | Uganda |
| ------- | ----- | ------ |
|         |       |        |

 Tunis, Tunísia